# Ferdinand Piontek

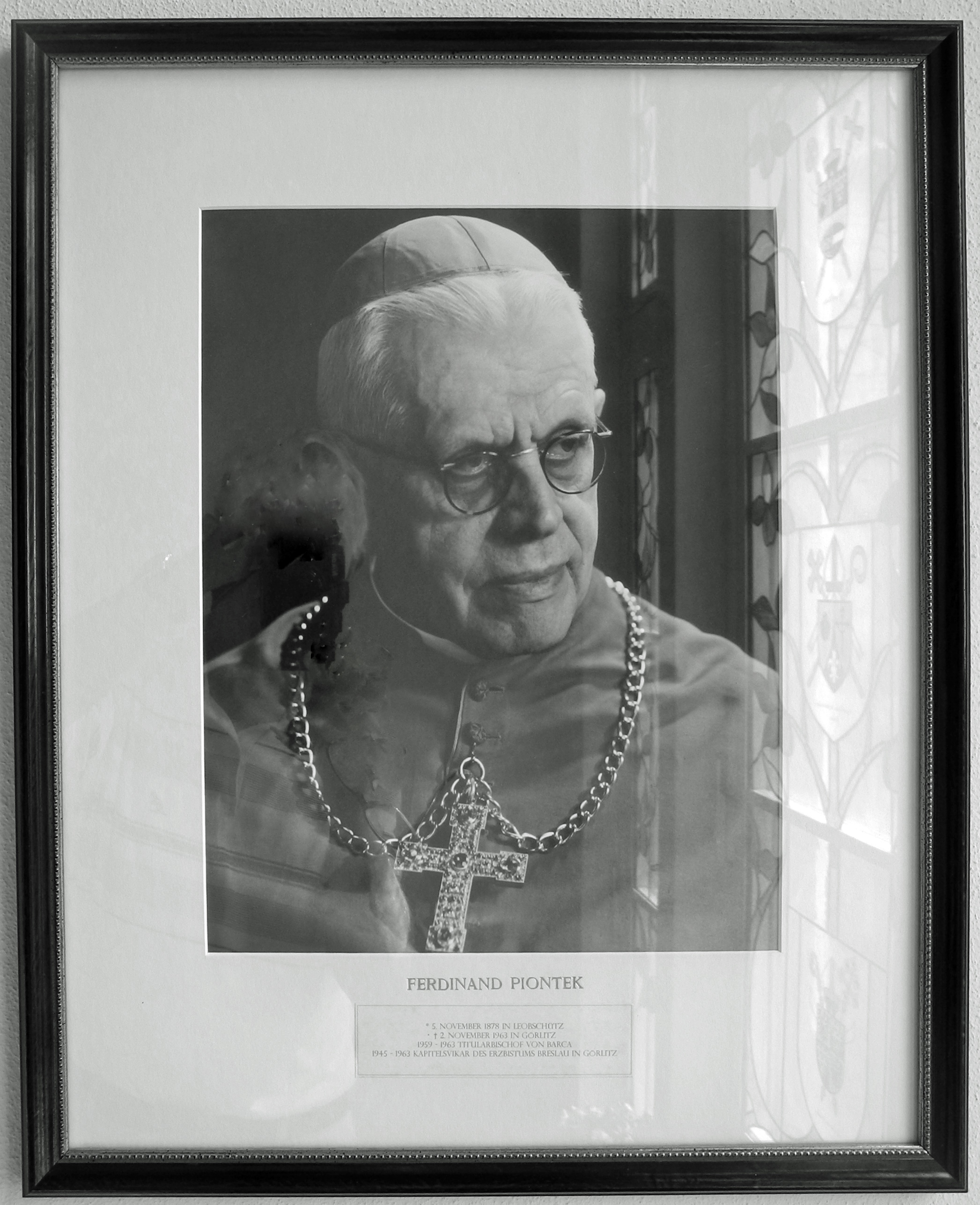
Kapitelsvikar Ferdinand Piontek

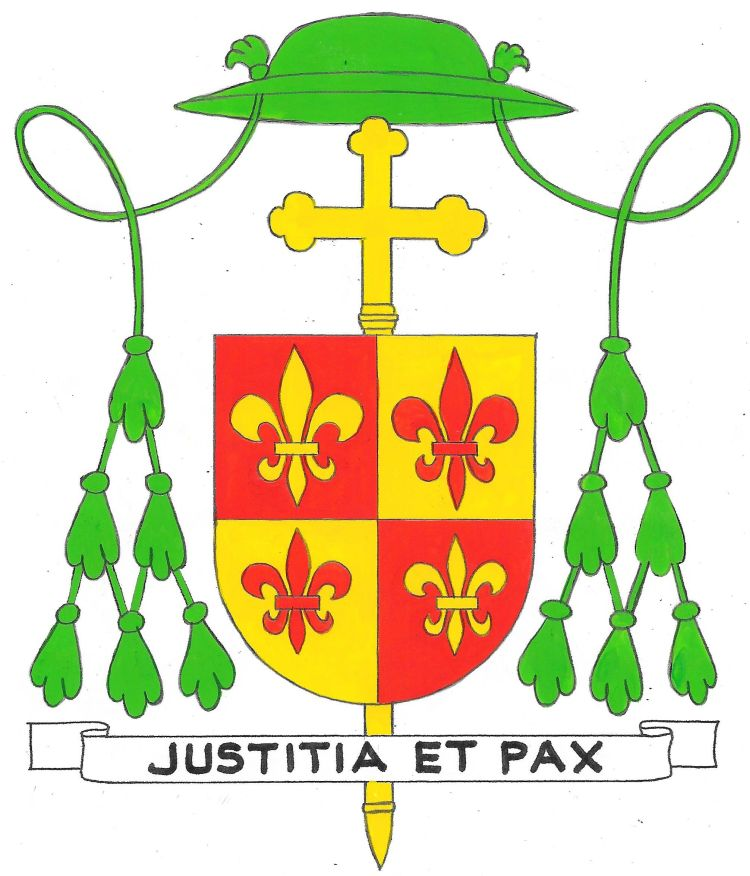
Bischöfliches Wappen

Ferdinand Nikolaus Andreas Piontek (* 5. November 1878 in Leobschütz, Landkreis Leobschütz, Provinz Schlesien; † 2. November 1963 in Görlitz, DDR) war Kapitularvikar des Erzbistums Breslau, dessen Jurisdiktion sich nach abverlangter Verzichtsleistung lediglich auf den westlich der Oder und Neiße gelegenen Teil des Erzbistums erstreckte, mit Sitz in Görlitz und Titularbischof von Barca in Libyen.

## Leben

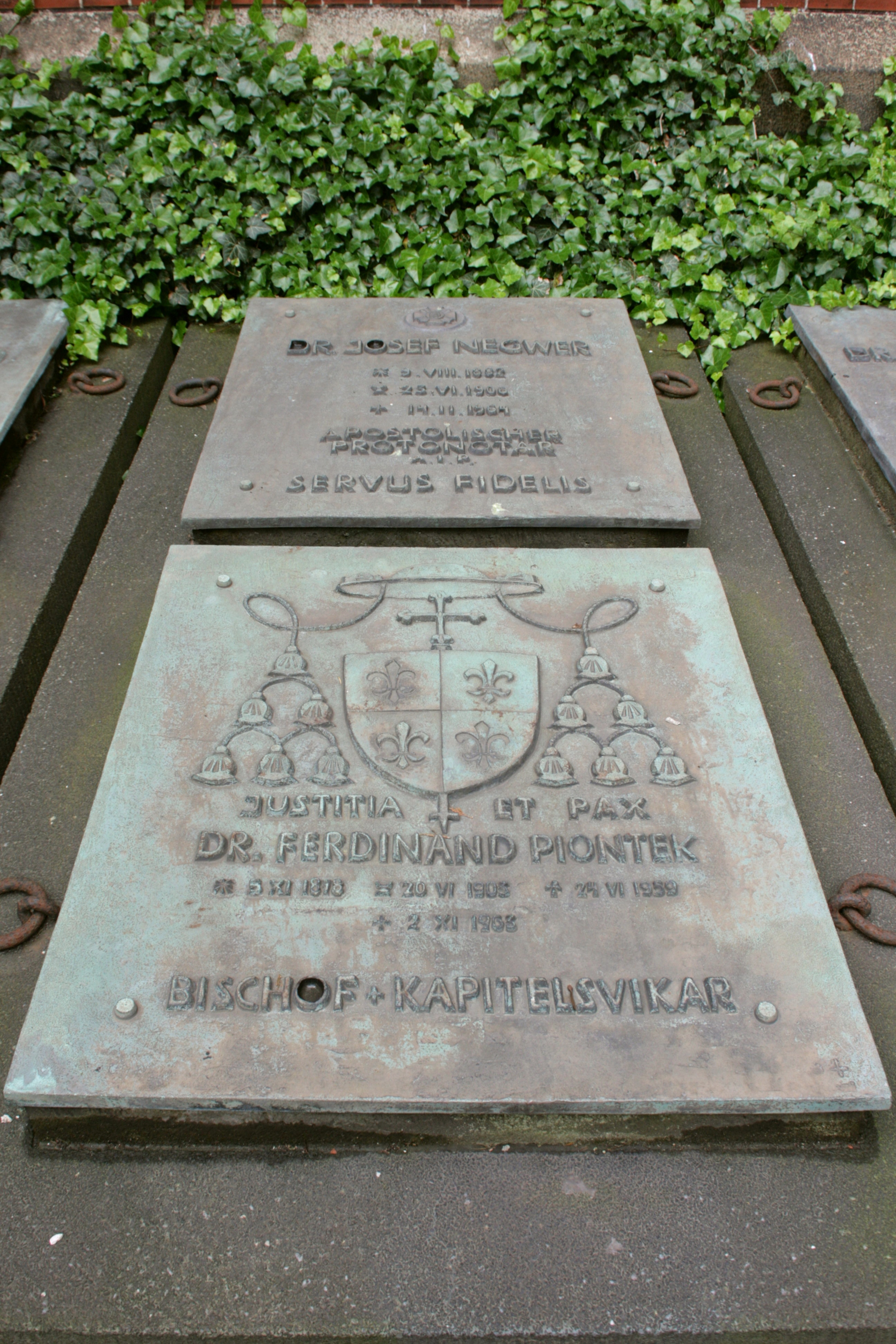
Grabstätte von Ferdinand Piontek in der Domherrengruft Görlitz

Ferdinand Piontek entstammte einer oberschlesischen Familie. Seine Kindheit verbrachte er in Leobschütz und anschließend ab Sommer 1889 in Ratibor, wo er ab 1890 das königliche Gymnasium besuchte. Nach dem Abitur studierte er von 1899 bis 1902 Philosophie und Katholische Theologie an der Universität Breslau. Nach der Vorbereitungszeit im Fürstbischöflichen Priesterseminar wurde er am 20. Juni 1903 vom Breslauer Fürstbischof, Georg Kardinal von Kopp, zusammen mit seinem Freund Joseph Wittig, zum Priester geweiht.
Während seiner ersten Kaplanstätigkeit in Berlin-Weißensee verfasste er seine Dissertation, mit der er 1907 von der Breslauer Katholisch-Theologischen Fakultät zum Doktor der Theologie promoviert wurde. Von 1906 bis 1910 war er Kaplan in Lichterfelde und anschließend von 1910 bis 1921 Pfarrer in Köslin/Hinterpommern. Dort war er gleichzeitig Militärseelsorger für die Garnisonen Köslin und Belgard. 1921 wurde er Breslauer Domkapitular und Domprediger und erhielt eine Ratsstelle im Generalvikariat und im Konsistorium.
Nachdem er sich schon längere Zeit für den Bonifatiusverein engagiert hatte, wurde er 1923 dessen Diözesanleiter. Außerdem war er von 1928 bis 1936 Kurator der Provinz Schlesien für die Kongregation der Marienschwestern sowie der Armen Schulschwestern. 1931 wurde er von Adolf Kardinal Bertram zum Dompfarrer in Breslau berufen und bekam am 26. November 1933 von Papst Pius XI. den Titel eines Hausprälaten Seiner Heiligkeit verliehen. 1936 wurde er Verwaltungsdirektor des Generalvikariats und 1939 Domdekan.
Auf Anordnung der Geheimen Staatspolizei musste er Anfang Februar 1945 Breslau verlassen. Er begab sich in das Kloster der Magdalenerinnen nach Lauban, aus welchem er nach drei Wochen wegen der Kriegsereignisse fliehen musste. Das Kriegsende erlebte er im nordböhmischen Leitmeritz. Von dort begab er sich am 1. Juni 1945 über Görlitz und Liegnitz in das zerstörte Breslau, das er erst nach 42 Tagen erreichte. Da der amtierende Erzbischof, Adolf Kardinal Bertram, am 6. Juli gestorben war, wählte das Breslauer Domkapitel am 16. Juli den noch abwesenden Ferdinand Piontek, der die polnische Sprache beherrschte, zum Kapitelsvikar des Erzbistums Breslau. Piontek erfuhr von seiner Wahl nach seiner Ankunft am 23. Juli und wurde tags darauf vereidigt. Da sich noch neun Mitglieder des Domkapitels, darunter der Dompropst Blaeschke und der Weihbischof Joseph Ferche, in Breslau befanden, wurden regelmäßig Kapitelsitzungen gehalten, um die Wiederbesetzung des erzbischöflichen Stuhls vorzubereiten.
Am 12. August 1945 erschien jedoch der Primas von Polen, Kardinal August Hlond, in Breslau und forderte Piontek – unter Berufung auf angebliche vatikanische Sondervollmachten – zur Resignation vom Amt des Kapitularvikars für die Diözesangebiete östlich der neuen Oder-Neiße-Grenze auf. Gleichzeitig teilte Hlond das Bistum in die drei Verwaltungsbezirke: Breslau, Oppeln und Landsberg an der Warthe. Bereits am 15. August 1945 ernannte er drei Administratoren, die mit Wirkung vom 1. September des Jahres in ihr Amt eingesetzt wurden. Wie sich später herausstellen sollte, bezogen sich Hlonds Sondervollmachten nicht auf die ehemals deutschen Diözesen, so dass sie keine kirchenrechtliche Grundlage hatten. Die von Hlond durchgesetzten Maßnahmen wurden vom Vatikan nie offiziell anerkannt.
Piontek blieb weiterhin in Breslau, da er zur Unterstützung des neu eingesetzten Administrators Karol Milik zur Verfügung stehen sollte. Außerdem kümmerte er sich um die verbliebenen deutschen Priester und Gläubigen und um die Auflösung der deutschen Diözesanverwaltung. Um Pionteks Position zu stärken, verlieh ihm am 28. Februar 1946 Papst Pius XII. die Rechte eines residierenden Bischofs. Trotzdem beschloss er, am 9. Juli 1946 Breslau mit einem Flüchtlingszug zu verlassen, da die Zahl der deutschen Priester und ihrer Gemeinden immer geringer wurde. Er wohnte einige Monate in Peine, um von dort aus besser für die ihm trotz Flucht und Vertreibung noch unterstehenden Priester des Erzbistums Breslau ein neues Tätigkeitsfeld organisieren zu können.
Im März 1947 ließ er sich in Görlitz nieder, wo seit Oktober 1945 eine Zweigstelle des Erzbischöflichen Ordinariats Breslau eingerichtet worden war, und nahm seine Position als Kapitularvikar für die deutschen Restgebiete der Erzdiözese Breslau westlich der Oder-Neiße-Grenze auf, die er in sechs Dekanate aufgliederte. Trotz der schwierigen kirchenpolitischen Situation in der damaligen Sowjetischen Besatzungszone konnte er schon 1948 in Neuzelle das Priesterseminar Bernardinum und die Katecheten-Seminare in Görlitz und Cottbus gründen.
Zu seinem 50-jährigen Priesterjubiläum 1953 erhielt Ferdinand Piontek das Recht, den Bischofsstab zu tragen und den bischöflichen Segen zu spenden. Nachdem er am 23. Mai 1959 zum Titularbischof von Barca in Libyen ernannt worden war, nahm der Meißener Bischof Otto Spülbeck am 24. Juni 1959 die Bischofsweihe vor. Mitkonsekratoren waren die Weihbischöfe Alfred Bengsch aus Berlin und Friedrich Maria Rintelen aus Magdeburg.
Anlässlich Pionteks diamantenen Priesterjubiläums verlieh ihm Papst Paul VI. am 9. Juli 1963  den Ehrentitel Päpstlicher Thronassistent.
Ferdinand Piontek starb am 2. November 1963 und wurde in der Domherrengruft der Görlitzer Jakobuskirche beigesetzt.

## Schriften
- Die Katholische Kirche und die häretischen Apostelgeschichten bis zum Ausgange des 6. Jahrhunderts. Ein Beitrag zur Literaturgeschichte. In: Max Sdralek, Kirchengeschichtliche Abhandlungen, Bd. 6, Breslau 1908, 1–71
- Die drei besonderen Merkmale der schlesischen Diaspora. In: Ostdeutsches Pastoralblatt 1. 1930, 331 f.
- Chronik der Familie des Spediteurs Ferdinand Piontek in Ratibor (Oberschlesien). Breslau 1931
- Hirtenworte und Hirtenbriefe, Bischof Dr. Ferdinand Piontek. Köln 1961